# Dinastía Stroganov-Romanov
La Dinastía Stroganovs-Romanovs (en ruso Строгановы-Рома́нов, en francés Stroganoffs-Romanoffs), es una familia aristócrata de origen ruso, originada a partir de la unión en el siglo XIX de dos dinastías importantes de Rusia, por un lado los Romanovs (en el poder hasta 1917), y por otra los Stroganovs (una de las casas nobiliarias más importantes del Imperio Ruso desde el siglo XVI al XX), al casarse María Nikoláyevna Romanov y Grigori Stróganov.
María Nikoláyevna (en ruso: Мария Николаевна), nació en Pavlovsk el 18 de agosto de 1819 y falleció en San Petersburgo el 21 de febrero de 1876. Era hija del zar Nicolás I Pávlovich (1825-1855) y de Carlota de Prusia (Alejandra Fiódorovna) y hermana del zar Alejandro II Nikoláyevich de Rusia. Se casó en primeras nupcias con Maximiliano de Beauharnais, duque de Leuchtenberg, hijo mayor de Eugenio de Beauharnais y nieto de la emperatriz Josefina, convirtiéndose en duquesa de Leuchtenberg. 
La gran duquesa fue una ávida coleccionista de arte, y tras la muerte de su primer marido en 1852, lo sustituyó como Presidenta de la Imperial Academia de las Artes de San Petersburgo. A partir de entonces, María Nikoláyevana se dedicó a su colección, incluso con mayor ardor. Su propia hermana, la gran duquesa Olga Nikoláyevna, la describió como la de más talento de todos sus hermanos y hermanas. Vivió en el Palacio Vorontzov, hasta que se concluyó la construcción del Palacio Mariinsky, encargado al arquitecto Andrey Stackensnéider, mandado construir por el zar Nicolás I tras su compromiso; hoy es la sede de la Asamblea Legislativa de San Petersburgo. Tras su muerte, su colección privada se dispersó entre sus hijos, siendo expuesta en 1884 en la Academia de Bellas Artes y en 1913 en el Museo del Hermitage, después de la revolución, la colección se dispersó y ahora se puede disfrutar en museos de Moscú, San Petersburgo, Viena y los Estados Unidos.
La gran duquesa María Nikoláyievna se casó por segunda vez el 16 de noviembre de1853, con el conde Grigori Stroganov (18/06/1824 - 13/03/1879). Se trataba de una unión morganática y se mantuvo en secreto mientras su padre vivió. El matrimonio oficial no se produjo hasta el 16 de noviembre de 1856, tras la muerte de Nicolás I. 
Grigori Stroganov era nieto del Baron Grigori Stroganov (San Petersburgo 13/09/1770 - 7/01/1857), gran chamerlan de la corte imperial, embajador de Rusia en Suecia, España y Turquía, fue nombrado conde del Imperio Ruso en 22 de agosto de1826; además era sobrino del conde Sergei Stroganov (San Petersburgo 8/11/1794 - 27/05/1882), senador, miembro del Consejo Estatal, y general-gobernador de Moscú e hijo del conde Alexander Stroganov (San Petersburgo 31 de diciembre de1795 - Odessa 1891), gobernador de Járkov y Poltava (1836-39), ministro del interior (1839-41), gobernador de Odessa y Bessarabia (1855-64).
La gran duquesa María Nikoláyevna tuvo siete hijos con el duque de Leuchtenberg, y dos hijos de su segundo matrimonio con el conde Grigori Stroganov:
- Grigori Grigórievich Stroganov-Romanov, conde Stroganov-Romanov (Génova 9 de mayo de 1857 - Roma 26 de febrero1859), murió en la infancia.
- Elena Grigórievna Stroganov-Romanov, condesa Stroganova-Romanova (San Petersburgo 10 de febrero de 1861-Tsarskoye Selo 11 de febrero de1908). Casada en primer matrimonio en San Petersburgo 19 de enero1879 con Vladimir Alexeievich Sheremetev (28 de mayo de1847 - 2 de marzo de 1903) y en segundas nupcias en San Petersburgo en 1896 con Grigori Nikitich Milashévich (1850 - Sebastopol 1918).

A partir de la esta unión, el apellido se fusionará en Stroganov-Romanov, creando otra línea dinástica, recibiendo el título de condes Stroganov-Romanov por parte del zar Alejandro II de Rusia, en 16 de noviembre de1853 tras el enlace oficial, permaneciendo apellido y título en los descendientes de esta unión del siglo XIX, aun siendo mujeres quien los porten, así habrá unos condes Stroganov y unos condes Stroganov-Romanov. 
Esta familia nobiliaria se exilió tras la Revolución bolchevique, al igual que parte de la aristocracia rusa, viviendo actualmente sus descendientes entre San Petersburgo (Rusia) y Madrid (España).